# رافاو اشنایدر
رافاو اشنایدر (لهستانی: Rafał Sznajder; ۱۳ اکتبر ۱۹۷۲ – ۱۳ آوریل ۲۰۱۴) شمشیرباز اهل لهستان بود.